# Maji Desu ka Ska!
Singles de Morning Musume
Onna to Otoko no Lullaby Game
(2010) Only You
(2011)
Maji Desu ka Ska! (まじですかスカ！, ou Maji Desu ka Suka! ; "Est-ce vraiment sérieux ?") est le 45e single régulier du groupe féminin de J-pop Morning Musume.

## Présentation
Le single sort le 6 avril 2011 au Japon sur le label zetima, écrit et produit par Tsunku. Prévue pour le 23 mars, sa sortie est repoussée de deux semaines à la suite du séisme de mars 2011. Il atteint la 5e place du classement des ventes de l'oricon ; c'est le 45e single du groupe à se classer dans le top 10, égalant le record de SMAP. Il sort également dans quatre éditions limitées notées "A", "B", "C" et "D", avec des pochettes différentes, contenant chacune en supplément un DVD différent avec une version alternative du clip vidéo de la chanson. Le single ne sort pas cette fois au format "single V" (DVD). La chanson-titre figurera sur l'album 12, Smart qui sortira six mois plus tard, ainsi que sur la compilation de fin d'année du Hello! Project Petit Best 12.
C'est le premier single du groupe sans Eri Kamei, Jun Jun et Lin Lin, qui ont quitté le groupe et le Hello! Project en décembre précédent, et c'est le premier avec les quatre nouvelles membres de la "neuvième génération" arrivée en janvier 2011 : Mizuki Fukumura, Kanon Suzuki, Riho Sayashi et Erina Ikuta.

## Formation
Membres du groupe créditées sur le single :
- 5e génération : Ai Takahashi, Risa Niigaki
- 6e génération : Sayumi Michishige, Reina Tanaka
- 8e génération : Aika Mitsui
- 9e génération (début) : Mizuki Fukumura, Erina Ikuta, Riho Sayashi, Kanon Suzuki

## Titres
Single CD
1. Maji Desu ka Ska! (まじですかスカ!?, "Est-ce vraiment sérieux ?")
2. Motto Aishite Hoshii no (もっと愛してほしいの?, "Je veux que tu m'aimes encore plus")
3. Maji Desu ka Ska! (instrumental) (まじですかスカ！...?)

DVD de l'édition limitée "A"
1. Maji Desu ka Ska! (Close-up Ver. type1) (まじですかスカ！...?)
2. Interview de Mizuki Fukumura, membre de la 9e génération de Morning Musume (モーニング娘。9期メンバー 譜久村聖インタビュー?)

DVD de l'édition limitée "B"
1. Maji Desu ka Ska! (Dance Shot Ver. type1) (まじですかスカ！...?)
2. Interview de Erina Ikuta, membre de la 9e génération de Morning Musume (モーニング娘。9期メンバー 生田衣梨奈インタビュー?)

DVD de l'édition limitée "C"
1. Maji Desu ka Ska! (Close-up Ver. type2) (まじですかスカ！...?)
2. Interview de Riho Sayashi, membre de la 9e génération de Morning Musume (モーニング娘。9期メンバー 鞘師里保インタビュー?)

DVD de l'édition limitée "D"
1. Maji Desu ka Ska! (Dance Shot Ver. type2) (まじですかスカ！...?)
2. Interview de Kanon Suzuki, membre de la 9e génération de Morning Musume (モーニング娘。9期メンバー 鈴木香音インタビュー?)